# 汚れた翼で
「汚れた翼で」（よごれたつばさで）は、SEAMOの17枚目のシングル。

## 解説
- 前作「君に1日1回「好き」と言う」から約2ヶ月ぶりのリリースである。
- 初回限定盤には「汚れた翼で」のPVを収録。

## 収録曲
1. 汚れた翼で
作詞：Naoki Takada　作曲：GIORGIO CANCEMI　編曲：GIORGIO CANCEMI
TBS系列「王様のブランチ」8・9月度エンディングテーマ
2. GET A CHANCE feat. BRIDGET, あぬえぬえ∞ぶれいん
作詞：Naoki Takada・Shun Kusakawa・BLADe(from BRIDGET)・LeoRe (anuenue∞brain)・GRP　作曲：Naoki Takada・Shun Kusakawa・BLADe(from BRIDGET)・LeoRe (anuenue∞brain)・GRP